# Mário Peixoto
Mário Peixoto (ur. 18 lipca 1975) – portugalski niepełnosprawny sportowiec, uprawiający boccię. Brązowy medalista paraolimpijski z Pekinu w 2008 roku.

## Medale Igrzysk Paraolimpijskich

### 2008
- - Boccia - pary - BC3